# 魏子卿
魏子卿（1937年4月15日—），河南睢县西陵寺镇人，卫星大地测量学家。1960年毕业于解放军测绘学院，1984-1986年在俄亥俄州立大学进修卫星大地测量。担任西安测绘研究所（解放军总参测绘局测绘研究所）研究员，1995年当选中国工程院信息与电子工程学部院士。

## 头衔
- 中国测绘学会大地专业委员会委员